# 奧利吉諾韋
47°6′22″N 30°7′33″E / 47.10611°N 30.12583°E
奧利希諾韋（烏克蘭語：Ольгинове）是位於烏克蘭西南部的村莊，由敖德萨州羅茲季利納區的采布里科韋市鎮負責管轄。該村始建於1897年，面積0.6平方公里，海拔高度32米，2001年人口223，人口密度每平方公里370.43人。